# Wendy’s
Wendy's – amerykańska międzynarodowa sieć restauracji fast food założona przez Dave'a Thomasa 15 listopada 1969 roku w Columbus, w stanie Ohio. 29 stycznia 2006 roku siedziba firmy została przeniesiona do Dublina, w stanie Ohio. Na dzień 31 grudnia 2018 roku Wendy's była trzecią co do wielkości siecią restauracji typu fast food z hamburgerami na świecie, po McDonald's i Burger Kingu.

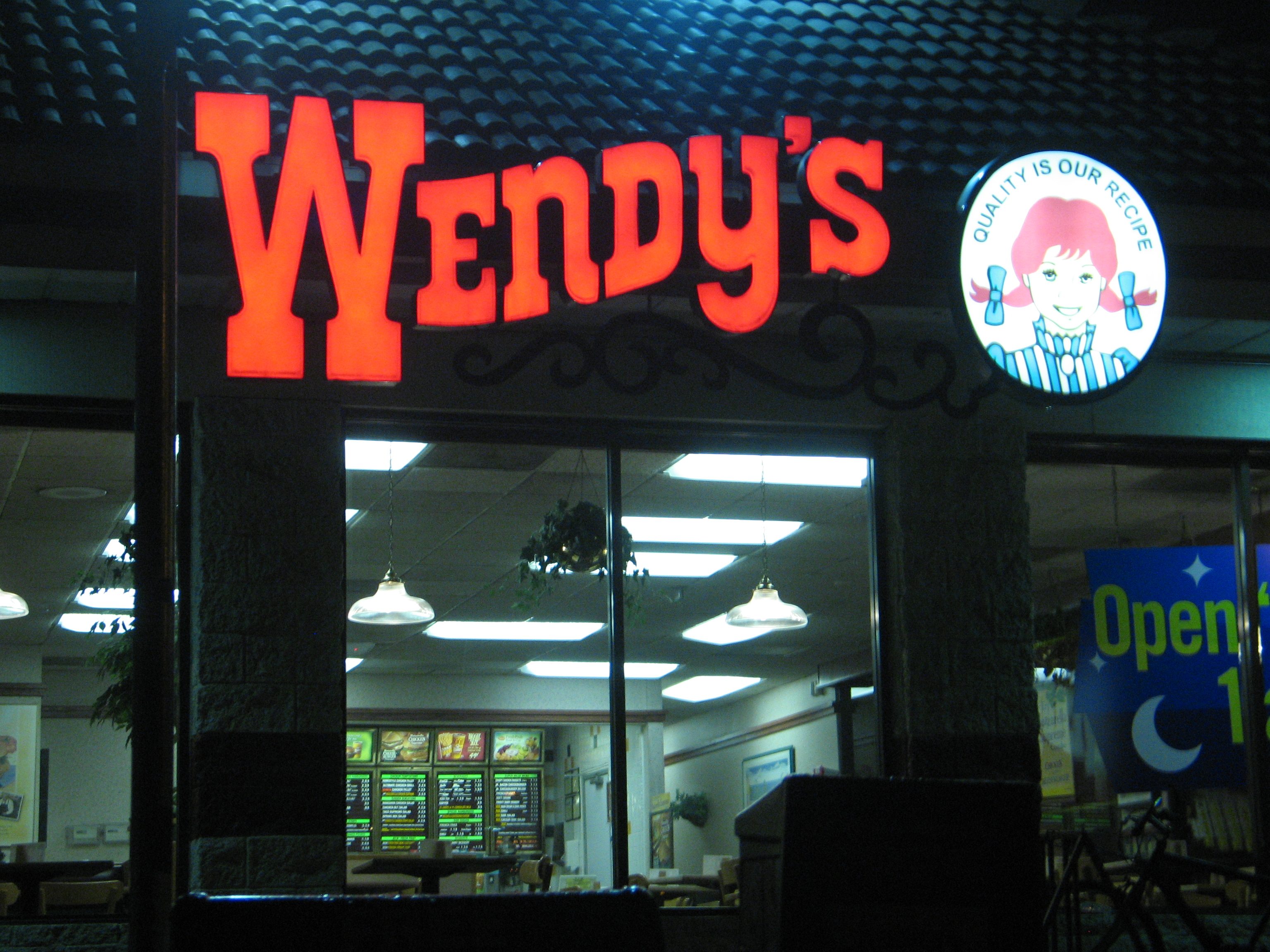
Restauracja Wendy’s w San Jose

Na dzień 2 listopada 2023 roku Wendy's ma 7 166 lokali, z czego 415 było własnością firmy, a 6 751 było franczyzowanych, z czego 83% znajdowało się w Stanach Zjednoczonych. Firma określa standardy dla swoich restauracji, ale właściciele franczyz mają kontrolę nad godzinami otwarcia, wystrojem i ubraniami pracowników oraz ponoszą koszty prowadzenia działalności.
Sieć serwuje kwadratowe kotlety hamburgerowe w okrągłych bułkach, frytki z solą morską oraz Frosty – miękkie lody mieszane ze skrobiami. Menu składa się głównie z hamburgerów, kanapek z kurczakiem i frytek.

## Wendy’s w Polsce
W 2024 roku pojawiły się informacje o planach Wendy's na otworzenie lokali w Polsce.
Osoby odpowiedzialne za Wendy’s w Polsce poinformowały, że otwarcie pierwszych lokali planowane jest najpóźniej w 2026 roku.

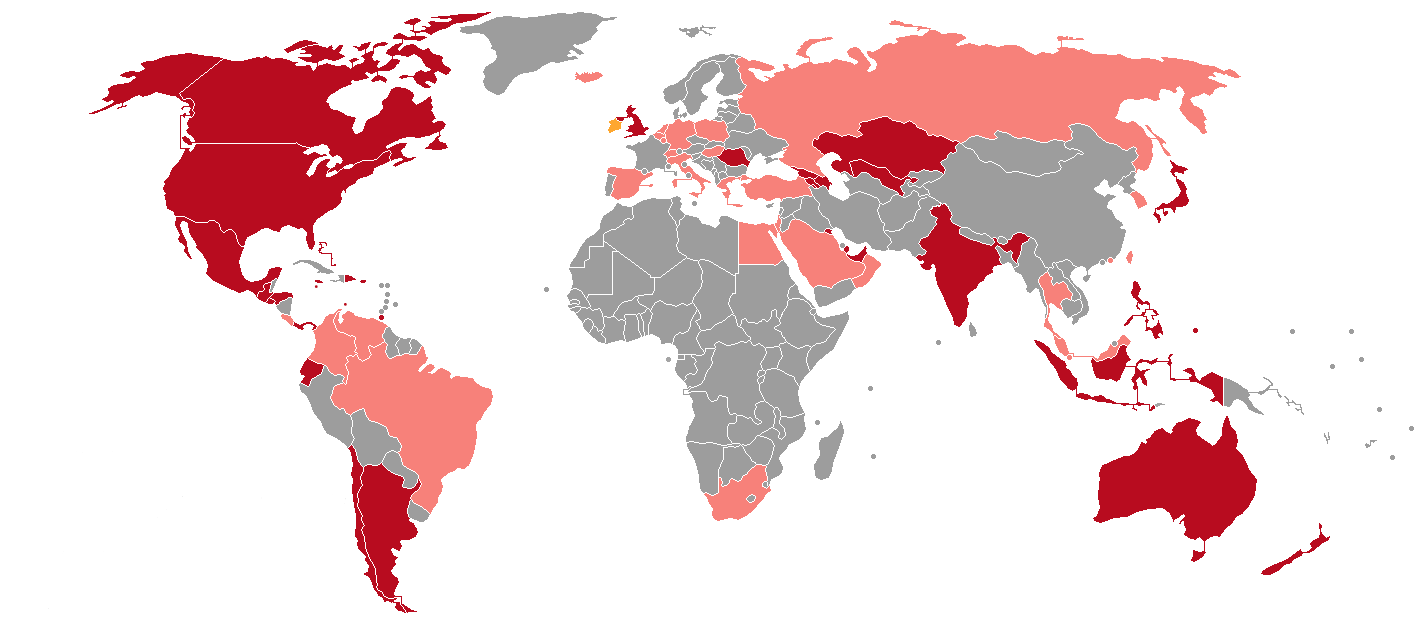
Restauracje Wendy’s na świecie,
Otwarte
Zamknięte

     Otwarte
     Zamknięte